# بلومفیلد (کالیفرنیا)
بلومفیلد (به انگلیسی: Bloomfield) یک منطقهٔ مسکونی در ایالات متحده آمریکا است که در کالیفرنیا واقع شده‌است. بلومفیلد ۲۱٫۰۹ کیلومتر مربع مساحت و ۳۴۵ نفر جمعیت دارد و ۱۷٫۰۷ متر بالاتر از سطح دریا واقع شده‌است.